# Tulsi Lahiri
Tulsi Lahiri (bengalisch তুলসী লাহিড়ী Tulsī Lāhiṛī; * 7. April 1897 in Naldanga; † 22. Juni 1959 in Kalkutta) war ein indischer Dramatiker des bengalischen Theaters, Komponist sowie Schauspieler und Regisseur des bengalischen Films.

## Leben
Er stammt aus einer Zamindar-Familie aus dem Distrikt Rangpur im Osten Bengalens. Nach seinem BA- und BL-Studium war er als Anwalt in Rangpur und später in Kalkutta tätig. Zunächst nebenberuflich schrieb er Theaterstücke und Musik. Nachdem der Sänger Jamiruddin Khan zwei seiner Songs aufgenommen hatte, wurde Lahiri Musikdirektor für die Labels His Master’s Voice und Megaphone und lernte dort seine Frau, die Sängerin Kamala Jharia, kennen. Er gab seine Anwaltstätigkeit auf und widmete sich ganz seiner künstlerischen Karriere als Bühnendarsteller, Dramatiker und Filmschauspieler. Seine gesellschaftskritischen Stücke standen insbesondere in den 1940er Jahren der Indian People’s Theatre Association nahe und wurden von Durgadas Bannerjee, Sisir Bhaduri und Sombhu Mitra auf die Bühne gebracht. Mehrere seiner Stücke wurden verfilmt, darunter Pathik (1939 von Charu Roy und 1953 von Debaki Bose) und Dukhir Iman (1954 von Sushil Majumdar).
Seine Filmkarriere begann Anfang der 1930er Jahre bei der East India Film Company, einem der ersten Tonfilmstudios in Bengalen. Er spielte in Charu Roys Film Bangalee (1936), dessen Musik er auch schrieb, Prafulla Roys Thikadar (1940) und Satyajit Rays Jalsaghar (1958).

## Bühnenstücke (Auswahl)
- Mayer Dabi (1941)
- Dukhir Iman (1946)
- Chhenra Tar (1950)
- Pathik (1951)
- Banglar Mati (1956)
- Devi (1956)
- Natyakar (1957)
- Laksmipriyar Sangsar (1959)
- Manikanchan
- Maya-Kajal
- Chorabali
- Sarbahara

## Filmografie

### Schauspieler
- 1931: Chup, Or Hush!
- 1932: Krishnakanter Will
- 1934: Keranir Jiban
- 1934: Monikanchan
- 1935: Dikdari
- 1936: Ekti Katha
- 1936: Bangalee
- 1936: Sonar Sansar
- 1936: Bejay Ragarh
- 1937: Mayakajal
- 1938: Halbangla
- 1938: Abhinoy
- 1939: Rikta
- 1939: Parashmoni
- 1940: Sabdhan
- 1940: Rajkumarer Nirbasan
- 1940: Thikadar
- 1940: Amargeeti
- 1941: Abatar
- 1941: Bhalobasha
- 1941: Bijoyini
- 1942: Jiban Sangini
- 1944: Birinchi Baba
- 1944: Matir Ghar
- 1945: Grihalakshmi
- 1945: Path Bendhe Dilo
- 1946: Mouchake Dhil
- 1946: Natun Bou
- 1946: Tumi Ar Ami
- 1947: Ramprasad
- 1947: Parabhritika
- 1947: Chorabali
- 1948: Sarbahara
- 1948: Sri Sankarnath
- 1949: Bamuner Meye
- 1950: Mahasampad
- 1951: Ganyer Meye
- 1952: Mandir
- 1952: Bhuler Sheshe
- 1952: Ratrir Tapashya
- 1953: Pathik
- 1954: Sati
- 1954: Refugee
- 1954: Banglar Nari
- 1954: Dukhir Iman
- 1954: Shorashi
- 1955: Bhalobasha
- 1955: Godhuli
- 1955: Joy Maa Kali Boarding
- 1955: Jharer Pare
- 1956: Mamlar Phal
- 1956: Chore
- 1956: Ek Din Raatre
- 1956: Nabajanma
- 1957: Chandranath
- 1957: Parash Pathar
- 1957: Ulka
- 1957: Madhabir Jonye
- 1958: Daily Passenger
- 1958: Sagar Sangamey
- 1958: Jalsaghar
- 1958: Manmoyee Girls’ School
- 1959: Kshaniker Atithi

### Regisseur
- 1933: Jamuna Puliney
- 1934: Keranir Jiban
- 1934: Monikanchan
- 1935: Nari Pragati
- 1936: Ekti Katha
- 1936: Bejay Ragarh
- 1936: Mando Ki
- 1937: Mayakajal
- 1939: Paran Pandit
- 1939: Haar Jeet
- 1940: Sabdhan
- 1941: Bhalobasha
- 1941: Bijoyini
- 1947: Chorabali

### Komponist
- 1933: Sabitri
- 1936: Ekti Katha
- 1936: Bangalee
- 1940: Thikadar